# Paulinho Mendonça
Paulo Mendonça (Rio de Janeiro, ) é um roteirista, poeta, fotografo e compositor brasileiro, conhecido por seu trabalho com a banda Secos & Molhados. Além de sua colaboração com o grupo, participou também de projetos solo dos integrantes Ney Matogrosso e Gerson Conrad.
No cinema, dirigiu em 1972 A Casa Tomada, cuja trilha sonora foi cantada por Ney Matogrosso. É autor de Sangue Latino, um dos maiores hits do Secos & Molhados. Também compôs trilhas para teatro e cinema, como a do filme Pra Quem Fica, Tchau (1971), e da peça Cândido, de Voltaire, em parceria com Oswaldo Montenegro.
Entre suas atividades, escreveu, com Reginaldo Faria, o roteiro de Pra frente, Brasil (1982); escreveu para o teatro o musical Sapatinho de cristal;   
Como fotografo  realizou em 2022 em Lisboa na Galeria Talante a exposição Músicos de Rua com fotos feitas em 15 diferentes países e mais de 30 cidades. Fez as fotografias do livro de poesias Sexo aposto, de Ricardo Bica de Alencastro.
Publicou em 2022 o livro Poemas Insanos
Foi diretor geral do Canal Brasil de 2004 a 2018, sendo hoje membro do seu Conselho de Administração.
É vice-presidente da Academia Brasileira de Cinema.